# Pas del Caragol
El Pas del Caragol és una collada situada a 1.180 metres d'altitud del terme municipal de Conca de Dalt (antic terme d'Hortoneda de la Conca), al Pallars Jussà, a l'àmbit de l'antic poble de Senyús.
És el pas més practicable per baixar des de la Rebolleda a través dels Rocs de la Torre per tal de baixar cap a la vall del barranc del Vinyal. És al sud-oest de la Torre de Senyús i al nord-est de la Cabana del Parrot, al nord-oest de l'Obaga del Vinyal.